# Les Cairns rouges
Les Cairns rouges est le quatrième tome de la série de bande dessinée Seuls, écrit par Fabien Vehlmann et dessiné par Bruno Gazzotti, sorti en 2009. Il s'agit également du quatrième tome du premier cycle.

## Synopsis
Le groupe retourne à Fortville en compagnie de quelques autres parias du Clan du requin, et Yvan en apprend davantage sur la mort de ses parents. Parallèlement, ils reçoivent la visite inattendue du Maître des couteaux, grièvement blessé, qui leur demande d'aller sauver Lucie des griffes d'une mystérieuse créature. Quant à Dodji, il se sent de moins en moins à sa place au sein du clan, et songe à passer la main.

### Documentation
- Henri Filippini, « Seuls, t.4 », dBD, no 33,‎ juin 2009, p. 85.